# Karel Dobida
Karel Dobida, slovenski pravnik, umetnostni kritik in prevajalec, * 26. julij 1896, Kranj, † 16. september 1964, Gradec.

## Življenje in delo
Po doktoratu iz prava na dunajski univerzi (1919) je služboval v Dalmaciji in Ljubljani, od 1950 do smrti pa je bil ravnatelj Narodne galerije, od 1952-1957 tudi Moderne galerije Ljubljana. V umetnosti je bil zelo razgledan, že od študentskih let je spremljal slovensko umetnostno dogajanje in objavljal prispevke v številnih revijah. Mnoge njegove kritike in predstavitve umetnikov, med drugimi v uvodih razstavnih katalogov Hinka Smrekarja, Vena Pilona, Ivana Napotnika in Antona Ažbeta pa imajo tudi pomembno dokumentarno vlogo. Sodeloval je tudi pri leksikonnih in enciklopedijah. Kot dolgoletni odbornik Slovenske matice pa je skrbel predvsem za publikacije o slovenski likovni umetnosti. Bil pa je tudi prevajalec. Odlični so njegovi prevodi francoskih pisateljev: 
- Romain Rolland, Miklavž Brevgnon (COBISS)
- Gustave Flaubert Vzgoja srca: zgodba mladega moža (COBISS)
- Honoré de Balzac Šagrinova koža (COBISS)
- Alphonse Daudet Tartarin iz Tarascona (COBISS)
- Anatole France Zločin Silvestra Bonnarda (COBISS)